# Torhouse Stone Circle
De Torhouse Stone Circle, ook wel Torhousekie genoemd, is een steencirkel uit de bronstijd, gelegen zo'n 9,6 kilometer ten zuidzuidwesten van Newton Stewart en 6,4 kilometer ten westen van Wigtown aan de B733 in de Schotse regio Dumfries and Galloway.

## Beschrijving
De Torhouse Stone Circle is een variant van de Recumbent Stone Circle die in noordoostelijk Schotland wordt aangetroffen. De steencirkel bestaat uit negentien granieten stenen, die dusdanig zijn gerangschikt dat ze van laag (56 cm) naar hoog (1,3 meter) staan, met de hoogste stenen in het zuidoosten. De steencirkel is ovaal van vorm en meet 21,4 bij 20 meter. In de ellips staan centraal drie ronde stenen in een lijn van zuidwest naar noordoost; de lijn is 5,5 meter lang. De twee buitenste stenen in deze lijn zijn 1,1 meter hoog en staan tegen een lagere steen aan op een wijze die vergelijkbaar is met een recumbent stone (liggende steen) en zijn twee flankerende stenen.
Er wordt beweerd dat de drie stenen in het centrum een onderdeel vormen van de tombe van de mythische koning Galdus, hoewel eenzelfde bewering wordt gedaan over Cairn Holy II.

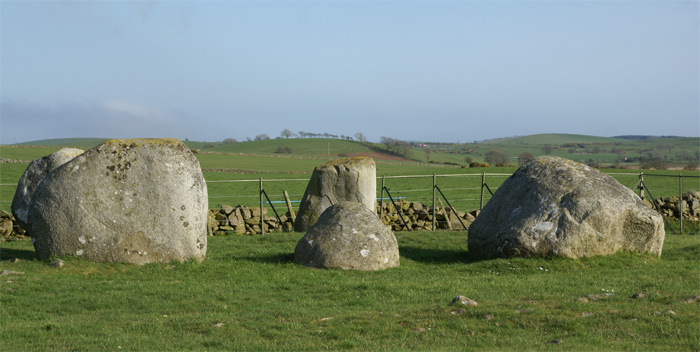
De drie stenen in het centrum van de steencirkel lijken qua opzet op een recumbent stone: een liggende steen geflankeerd door twee grotere stenen.

Op een lichte helling, die 127 meter naar het oosten ligt, staat een rij van drie stenen, gericht van het noordoosten naar het zuidwesten. Deze reeks stenen heeft een azimut van 224° en staat daarmee in de juiste positie voor het waarnemen van de midwinterzonsondergang.

## Beheer
De Torhouse Stone Circle wordt beheerd door Historic Scotland.

## Bron
- A. Burl, A guide to the stone circles of Britain, Ireland and Brittany (1995, 2005), Yale University Press. ISBN 0-300-11406-0. Blz. 171

1. ↑  Ancient Scotland, Torhousekie Stone Circle